# Fritz Laves
Fritz Henning Emil Paul Berndt Laves (27 février 1906 - 12 août 1978) est un cristallographe allemand qui est président de la Société minéralogique allemande de 1956 à 1958 . Il donne son nom aux phases de Laves (en) et aux pavages de Laves ; au graphe de Laves, une structure cristalline tridimensionnelle hautement symétrique qu'il a étudiée.

## Formation et carrière
Laves est né à Hanovre, fils d'un juge et arrière-petit-fils de l'architecte Georg Ludwig Friedrich Laves. Il grandit à Göttingen, où il s'intéresse à la musique pour piano ainsi qu'à la collecte de roches et de minéraux. Il commence ses études universitaires en géologie en 1924 à l'université d'Innsbruck, et continue à l'université de Göttingen avant de passer à l'ETH Zurich pour des études doctorales sous la direction de Paul Niggli,.
En 1929, il prend un poste de professeur sous Victor Goldschmidt à Göttingen. Il tente en vain d'empêcher Goldschmidt d'être renvoyé en 1933 et a ensuite des difficultés à progresser dans le système universitaire allemand sous les nazis parce qu'il était connu comme un protecteur des Juifs. Ses recherches à cette époque portent largement sur les métaux et les matériaux intermétalliques,. Il s'enrôle dans l'armée allemande en 1939, mais retourne dans le milieu universitaire après l'intervention de Paul Rosbaud, et travaille à la place sur la métallurgie pour Hermann Göring pendant la guerre,.
En 1944, il s'installe à l'université de Halle en tant que directeur du département de minéralogie, puis après la Seconde Guerre mondiale, il devient professeur ordinaire à l'université de Marbourg, où il travaille sur les matériaux désordonnés et les structures bidimensionnelles.
En 1948, il accepte d'aller en Amérique avec la marine américaine lors de l'opération Paperclip, et commence à travailler avec Julian Goldsmith à l'université de Chicago. À cette époque, il s'intéresse à l'étude du feldspath, l'un des minéraux qu'il a collectés dans sa jeunesse . Bien qu'il soit devenu très américanisé, il se trouve incapable de résister à une offre de retour à l'ETH Zurich, en 1954, pour occuper la chaire laissée vacante par la mort de son directeur de thèse, Paul Niggli. Il reste à Zurich jusqu'à sa retraite en 1976.
Laves est rédacteur en chef de la revue Zeitschrift für Kristallographie entre 1955 et 1978, qui lui rend hommage avec un numéro spécial en mai 2006 commémorant le centième anniversaire de sa naissance,. Le numéro est consacré à la chimie cristalline des composés intermétalliques et comprend deux articles sur les contributions de Laves à la cristallographie ,.
Laves est marié à l'architecte Melitta Druckenmüller (1907 - 1990) qui l'aide avec de nombreuses illustrations dans ses publications. Ils ont trois filles ensemble, Gracia, Charlotte et Katharina.
Laves reçoit la médaille Roebling, la plus haute distinction de la Mineralogical Society of America, en 1969. Il est membre de l'Académie Léopoldine et membre correspondant de l'Académie des sciences et des lettres de Mayence et de l'Académie bavaroise des sciences. Il reçoit également un doctorat honorifique de l'université de Bochum.